# Den rette hylde
|  | Denne artikel er oprettet af botten Steenthbot ud fra en ekstern database. Den kan derfor have sproglige fejl eller mangler. Denne skabelon kan fjernes efter kontrol af indholdet. |

Den rette hylde er en dansk dokumentarfilm fra 1956 instrueret af Mogens Green og Carl Otto Petersen.

## Handling
De fleste af ungdomsklubbens medlemmer snakker med lederen om deres problemer. Det mest fremtrædende problem i 14-15-års alderen er valget af erhverv. Mange ved alt for lidt om deres egne evner og om, hvad der kræves i de forskellige fag og her sætter erhvervsvejledningen ind.